# Боровик Василь Наумович
Васи́ль Нау́мович Борови́к (1925—2007)  — український вчений в галузі геометрії та педагогіки, кандидат педагогічних наук (1970), професор (1985), учасник бойових дій у Німецько-Радянській війні, Відмінник народної освіти України.

## Життєпис
Народився 14 березня 1925 року у райцентрі Чорнобай Черкаської області в селянській сім'ї. У 1941 році закінчив Чорнобаївську середню школу.
З 1950 по 1954 рік навчався на фізико-математичному факультеті Черкаського педагогічного інституту. У 1957 році закінчив аспірантуру на кафедрі математики Кримського педінституту і отримав призначення на посаду старшого викладача кафедри математики Чернігівського державного педагогічного інституту, в якому викладав аналітичну, проективну, диференціальну геометрію, основи геометрії та багато інших дисциплін.
Кандидатську дисертацію захистив у Київському педагогічному інституті імені О. М. Горького у 1970 році, доцент з 1973 року. Впродовж 17 років, до 1990 року завідував кафедрою Геометрії і методики викладання математики.

## Науковий здобуток
Автор близько 150 наукових і науково-методичних праць, серед яких низка навчальних посібників для студентів і школярів:
- «Курс математики» (1995, співавт.: Л. М. Вивальнюк, М. М. Мурач, О. І. Соколенко),
- «Математика — 10» (1997, співавт.: Л. М. Вивальнюк, М. М. Мурач),
- «Елементи комбінаторики» (1997, співавт.: М. Я. Ігнатенко),
- «Алгебраїчний метод у геометричних побудовах» (2000, співавт.: І. В. Зайченко),
- «Аналітична геометія в просторі» (2002, співавт.: В. П. Яковець, Л. В. Ваврикович),
- «Геометричні перетворення площини» (2003, співавт.: І. В. Зайченко, М. М. Мурач, В. П. Яковець),
- «Основи геометрії» (2003, співавт.: В. П. Яковець),
- «Методи зображення просторових фігур» (2003, співавт.: І. В. Зайченко, Л. М. Кобко),
- «Математика. Практикум». — Ч. 1 — б (2003—2004, співав.: І. В. Зайченко, А. В. Рудник),
- «Курс вищої геометрії» (2004, співавт.: В. П. Яковець),
- «Курс диференціальної геометрії» (2004, співавт.: В. П. Яковець),
- «Аналітична геометрія» (2004, співав.: В. П. Яковець, Л. В. Ваврикович),
- «Збірник задач з математики». — Ч. 1 — 3 (2005, співав.: І. В. Зайченко, А. В. Рудник),
- «Математика». — Ч. 1 — 3 (2006—2007, співав.: І. В. Зайченко, А. В. Рудник),
- «Математика: Навч. посіб. для факультет. занять у 7 класі», (2006, співав.: І. В. Зайченко, М. І. Антоненко, П. М. Кобко та ін.),
- «Математика: Навч. посіб. для факультет. занять у класі» (2006, співав.: І. В. Зайченко, В. П. Яковець та ін.),
- «Математика. Навч. посіб. для факультет. занять у класі» (співав.: І. В. Зайченко, В. П. Яковець та ін.).